# Voix off

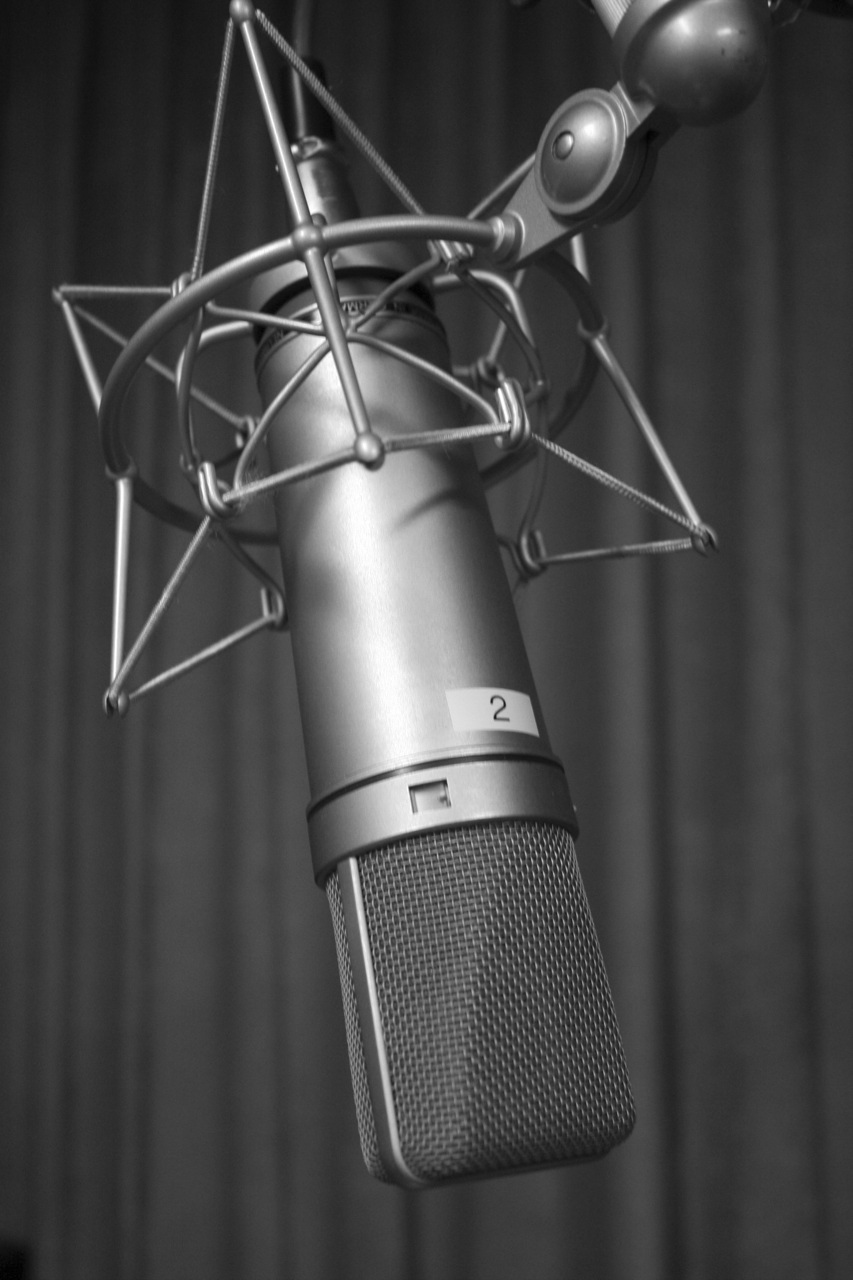
Micro d'enregistrement.

La voix off, ou voix hors champ (selon les recommandations officielles en France et au Québec), est un procédé narratif utilisé dans les films, les podcasts, les publicités, vidéos d'internet, et parfois aussi dans les jeux vidéo, qui consiste à faire intervenir au cours du déroulement d’un plan, d’une séquence ou d’une scène, la voix d’un personnage qui n’est pas vu dans ce plan, cette séquence ou cette scène. Ce personnage peut être un de ceux que les spectateurs ont déjà vu dans le récit ou un narrateur sans visage (éventuellement omniscient et doué d’ubiquité), qui les guide dans des moments décisifs du film. La voix off est toujours partie prenante de l'action, dont elle est un élément moteur, explicatif ou correctif. 
Dans les documentaires, la voix du narrateur est appelée commentaire. L'anglais emploie les termes « voice-over » (employé dans un autre sens en français) ou « off-camera/off-stage commentary ».

## Réplique off d’un personnage
Les professionnels indiquent volontiers « off » à la suite du nom d’un personnage qui prononce une phrase sans être « à l’image », un personnage qui se situe donc dans le hors-champ, mais qui a déjà été vu dans un ou plusieurs plans de la séquence ou qui le sera par la suite.
Exemple : dans À bout de souffle, les deux personnages de Michel Poiccard et Patricia sont en voiture et tiennent un dialogue de sourds. Michel est jaloux du rendez-vous de travail qu’un journaliste a pris avec Patricia et il a tenté de la dissuader de s’y rendre. La fin de la scène peut être ainsi décrite, à partir du film terminé :
- Plusieurs plans en jump-cuts de Patricia, vue de ¾ arrière. La voiture traverse différents lieux parisiens :

— Michel [déclamant, off] : « Hélas, hélas, hélas ! J’aime une fille qui a une très jolie nuque, qui a de très beaux seins, de très jolis poignets, un très joli front, de très jolis genoux… Mais qui est lâche ! »
— Patricia : « C’est là, stop ! »
- Plan de Michel, au volant, et de Patricia, vus de l’arrière, en plongée :

— Michel : « Attends, je vais me garer, quoi ! »
[Patricia lui dépose un rapide baiser sur la joue]
— Patricia : « Non, c’est inutile ! » [elle sort du champ]
— Michel : « Bon, fous le camp !… Je ne peux plus te voir… Fous le camp !… Fous le camp, dégueulasse ! »
Dans le procédé du champ-contrechamp, un personnage qui parle est tantôt « in » (c’est-à-dire qu’on le voit prononcer son dialogue), tantôt « off » (c’est-à-dire qu’on l’entend parler mais que l’on voit par exemple son interlocuteur qui l’écoute). Cette alternance des « in » et des « off » des personnages est obtenue au montage à partir des plans dans lesquels figure chaque personnage, filmé durant l’intégralité du dialogue (quand il parle et quand il écoute).

## Voix off (ou voix hors-champ)
Ce que l’on appelle stricto sensu la voix off est la voix d’un ou de plusieurs personnages dont la fonction dramatique est d’expliquer objectivement la séquence ou de préciser comment le personnage l’a vécue ou la vit sur le moment. C’est donc respectivement un témoignage ou une voix intérieure. Le retour en arrière (flashback) et la voix off sont deux procédés de récit très souvent associés.

### Voix off et flash-back
« L'un des premiers exemples [de voix off], et peut-être le plus célèbre, [est] Le Roman d'un tricheur de Sacha Guitry (1936), où le décalage subtil entre l'action et le commentaire de l'auteur produit un fort effet d'ironie, typique de la manière de Guitry, dont Orson Welles saura se souvenir dans Citizen Kane (1941). »
Dans le film Ève, « le personnage du critique de théâtre Addison DeWitt (George Sanders) nous a préparés en voix off à ce retour sur la carrière de la comédienne, car, demande-t-il, que savons-nous d’Eve Harrington ? L’épouse d’un dramaturge à succès est la première à l’évoquer, et sa voix off sur l’image de son visage nous prévient avec insistance de l’arrivée proche d’un flash-back : « Quand était-ce ? Il me semble qu’il y a toute une vie… C’était pourtant il y a un an, en octobre dernier… » »
Dans Les Ensorcelés, le récit de la carrière du producteur de films Jonathan Shields (Kirk Douglas) est tenu dans trois flash-backs par trois personnages dont il a été le découvreur, mais que tôt ou tard il a trahis, et qui se refusent à participer à son prochain film alors qu’il est dans une mauvaise passe financière et qu’il les appelle à l’aide. C’est d’abord le réalisateur à succès Fred Amiel (Barry Sullivan), dont la voix off lance le premier flash-back : « Il y a 18 ans exactement, il était debout à côté de moi, lors de cet enterrement… Comment j’aurais pu savoir qui c’était… » Puis c’est la star Georgia Lorrison (Lana Turner) qui commence directement en voix off : « La première fois que j’ai vu Jonathan Shields… » Enfin, le scénariste James Lee Bartlow, dit Jim (Dick Powell), rappelle en voix off qu’il n’en était qu’à ses débuts quand son chemin a croisé celui de Jonathan Shields : « Je travaillais alors sur mon second roman… », un projet qui semblait être au point mort, vu le nombre de fois où dans ce troisième flash-back, le romancier s’installe devant sa machine à écrire, avec la voix off qui répète, apparemment impuissante : « Je me remis au travail… »
Dans Usual Suspects, la voix de celui qui apparaît comme un acolyte bavard, Roger « Verbal » Kint (Kevin Spacey), succède à ses fausses confessions in et devient une explication de l’action, en voix off, dont le but est en réalité d’égarer la police et de fourvoyer en même temps le spectateur dans une impasse, une fausse piste (« red herring » en anglais).
Dans la série Desperate Housewives, la voix off d’un des personnages, Mary Alice Young, dont les spectateurs ont été témoins du suicide dès le tout début du premier épisode de la Saison 1, amorce et termine la majorité de tous les épisodes des 8 saisons, par des réflexions, qu’on pourrait qualifier de philosophiques, sur le sens de la vie dans cette banlieue chic de Fairview. Sa voix off sert également à résumer les situations nouvelles installées dans les épisodes précédents et à lancer des interrogations sur le futur proche des personnages (on parle en anglais de « cliffhanger », épisode dont l'issue est laissée en suspens jusqu'au suivant afin de tenir le spectateur en haleine). Sa fonction est essentielle dans le déroulement dramatique de la série, en jouant aussi bien du témoignage que de la réflexion intime.

### Voix off et mort
Dans certains films, la voix off d’un personnage qui s’exprime dès le début, donne un renseignement fondamental sur sa survie (ou sa mort) à la fin du récit.
Ainsi, dans American Beauty, après la confidence désabusée d’une adolescente dans le prégénérique, la voix off du personnage principal (Kevin Spacey), sur les images aériennes d’un lotissement américain caractéristique, nous annonce son destin : « Je m’appelle Lester Burnham. Ça, c’est mon quartier, ça c’est ma rue, ça c’est ma vie. J’ai quarante-deux ans, dans moins d’un an, je serai mort… » « Le problème de la fin du film étant d’emblée résolu puisque nous savons que le héros va mourir, il reste la question de qui va le tuer ? Sa fille qui dit le haïr ? Le copain de sa fille ? Sa femme qui le méprise et le trompe ? Son voisin ? » Ces questions constituent tout l’intérêt de ce film.
Dans Apocalypse Now, au contraire, on sait que le personnage principal, Villard (Martin Sheen), survivra. Mais à ses yeux, le futur est plus qu’incertain, il apprend en voix off aux spectateurs qu’il s’apprête à participer à « une mission triée sur le volet, et quand je l’eus accomplie, jamais plus je n’en réclamai d’autre ». « Une information importante est donnée là au public, il sait que Villard reviendra vivant de sa mission, abattre dans son repaire en pleine jungle un officier dévoyé (Marlon Brando). » L’enjeu du film est de découvrir avec Villard la personnalité extravagante de cet officier.
De même, Le Nom de la rose débute par un plan noir d’où émerge la voix off fatiguée d’un vieillard : « Arrivé au terme de ma vie de pauvre pêcheur, désormais chenu et vieilli comme le monde, je m’apprête à laisser sur ce parchemin témoignage des faits admirables et terribles auxquels j’ai assisté dans ma jeunesse. » Par la suite, il n’y aura aucun suspense sur les risques que courre le jeune Edso dans cette enquête sur des crimes mystérieux, survenus dans une abbaye retirée, que devra expliquer son maître, Guillaume de Baskerville (Sean Connery), puisque la même voix off reprend un peu plus tard, alors qu’on voit Edso accueilli par le traditionnel lavage de mains : « Puisse ma main ne pas trembler, maintenant que je m’apprête à ressusciter le passé et raviver l’étrange malaise qui oppressa mon cœur quand nous pénétrâmes dans l’enceinte ! » « Une telle entrée en matière établit une certitude, Edso va survivre au drame. Ainsi, le spectateur pourra craindre pendant tout le film pour la vie de l’autre personnage, Guillaume de Baskerville. »
La voix off permet aussi de prendre le contre-pied de ce que montrent les plans, en transformant le sens de la scène jouée. Par exemple, dans La Voix, un spot de 30 secondes dénonçant les violences conjugales réalisé par Jacques Audiard en 2009, les plans suivent une femme dans une galerie commerciale, tandis que la voix off, qui s’avère être celle de son mari, commente de façon insultante les actes banals de cette femme.

### Voix off et humour
Dans Le Fabuleux Destin d'Amélie Poulain, la voix off du narrateur (André Dussollier), personnage que l’on ne verra jamais à l’image, est un élément moteur de la dramaturgie, qui résume avec force et humour le caractère des principaux personnages. Ce raccourci, proche de la caricature, permet aux spectateurs de porter un regard amusé sur l’histoire, et contribue à son charme évocateur. « De cette carte postale qui bouge naît une émotion, un personnage, un courant de vie. »
Dans la série How I Met Your Mother, le récit est mené par la voix off de l’un des personnages de cette comédie de mœurs, Ted Mosby (Josh Radnor), qui raconte sa vie à ses deux enfants adolescents, vautrés sur un canapé, intéressés surtout à connaître les détails de la rencontre de leurs parents. Mais Ted Mosby a aussi beaucoup d’autres souvenirs qui concernent le groupe de ses meilleurs amis, et les adolescents, impatients et souvent déçus, se devront d’attendre la Saison 8 pour savoir enfin comment leurs géniteurs se sont décidés à fonder une famille. Passant du coq à l’âne, multipliant les péripéties secondaires, évoquant un second flash-back à l’intérieur d’un premier, faisant un bond dans le futur – ce qui fait espérer les deux adolescents – pour encore une fois s’égarer dans une autre histoire qui ne leur apprend rien, leur père les fait languir au grand plaisir des spectateurs. La voix off ouvre chaque évocation devant les adolescents qui fixent un regard caméra vers leur père, montrant leur excitation quand il annonce que « c’est dans ce cabaret-là que j’ai rencontré votre mère », puis leur désappointement quand il ajoute que « avant cela, il faut que je vous explique pourquoi j’avais accepté de suivre Barney dans ce cabaret », ces douches froides répétées, infligées à son fils et à sa fille, sont l’un des principaux moteurs de cette comédie.

### Voice-over
Le voice-over est une traduction simultanée des paroles que prononcent les personnages dans une fiction, ou les interviewés dans un documentaire ou un reportage télévisé. La traduction n’est pas improvisée (sauf en cas de direct), mais écrite par des dialoguistes de doublage. La voix du comédien ou du journaliste qui lit et joue la traduction en off, passe par-dessus la voix du comédien ou de l’interviewé à l’image, d’où le terme « voice-over », qui peut être traduit par « voix par-dessus » ou « voix qui couvre ». Dans les documentaires en langue étrangère présentés dans les pays francophones, le voice-over est souvent préféré au sous-titrage qui oblige les spectateurs à baisser le regard vers le texte, ce qui peut détourner l'attention des propos ou des attitudes de l'interviewé. « [Les sous-titres] ont l'inconvénient d'attirer l'attention du spectateur, pendant un temps non négligeable, sur une partie de l'image. Et cela se fait au détriment du reste. »
Pour la fiction, le voice-over est surtout présente dans les cinémas des pays en voie de développement, qui n’ont pas les moyens de doubler les films, ni même d’établir des sous-titres (leur public étant parfois illettré). Il est aussi utilisé dans les DVD et Blu-ray pour des versions commentées en direct par le réalisateur, ou par un participant majeur du film (acteur, scénariste ou producteur).